# Euphaea refulgens
Euphaea refulgens – gatunek ważki z rodziny Euphaeidae.